# 内政部 (印度)
印度内政部（英語：Ministry of Home Affairs）是印度政府的内政部，主要负责国内安全和国内政策。